# Otostigmus pococki
Otostigmus pococki är en mångfotingart som beskrevs av Kraepelin 1903. Otostigmus pococki ingår i släktet Otostigmus och familjen Scolopendridae.
Artens utbredningsområde är:
- Franska Guyana.
- Peru.
- Venezuela.

Inga underarter finns listade i Catalogue of Life.